# FC Sochaux-Montbéliard
Az FC Sochaux-Montbéliard 1928-ban alapított francia labdarúgócsapat. 1981-ben elődöntőt játszottak az UEFA-kupában.
2023-ban a csapat 9. lett a francia másodosztályban, de a pénzügyi helyzete miatt a harmadik vonalba sorolták a klubot.

## Stadion

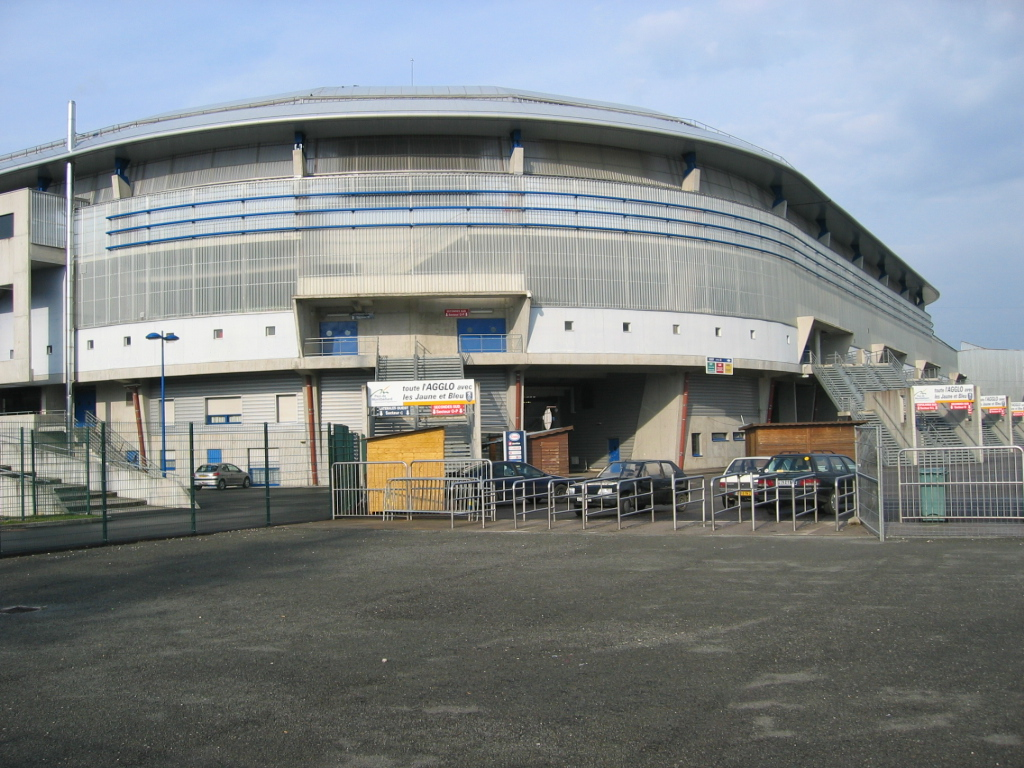
A stadion bejárata

Az első stadion 1931-ben épült fel, november 11-én nyitott, Montbéliardban. Korábbi neve a létesítménynek Stade de la Forge volt. Ezt 1945 júliusában megváltoztatta a klub a mostanira, a Stade Auguste Bonalra. Auguste Bonalról nevezték el, aki sportigazgatója volt a klubnak 1945-ig, amikor meggyilkolták a németek a második világháborúban.
Kétszer felújították: 1973-ban és 1997-ben. 1997-ben a stadion nagy része megújult, gyakorlatilag új stadion épült. A felújítások 130 millió €-be kerültek. 3 évig újították fel, hivatalosan 2000 július 11-én avatták fel. A stadion jelenlegi kapacitása 20005 fő.

### Korábbi ismert játékosok
A klub ismertebb játékosai 1928 óta. (A teljes játékoslista:FC Sochaux-Montbéliard játékosok)
- Philippe Anziani
- Eugène Battmann
- Olivier Baudry
- Éric Benoît
- Serge Bourdoncle
- Roger Courtois
- Laurent Croci
- Thierry Fernier
- Maxence Flachez
- Pierre-Alain Frau
- René Gardien
- Bernard Genghini
- Fabrice Henry
- Michaël Isabey
- Pierre Lechantre
- Philippe Lucas
- Erwan Manac'h
- Bernard Maraval
- Stéphane Paille
- Romain Pitau
- Jean-Pierre Posca
- Claude Quittet
- Albert Rust
- Jean-Luc Ruty
- Franck Silvestre
- Yannick Stopyra
- Joseph Tellechéa
- Jean-Christophe Thomas
- Marcel Wassmer
- Abdel Djaadaoui
- Adolphe Schmitt
- Omar Daf
- Souleymane Diawara
- Mehmed Baždarević
- Faruk Hadžibegić
- Zvonko Ivezić
- Vojislav Melić
- Laszlo Seleš

## Edzők
- 1928–1929  Maurice Bailly
- 1929–1934  Victor Gibson
- 1934 (ideiglenes)  Maurice Bailly
- 1934–1935  Conrad Ross
- 1935–1936  André Abegglen
- 1936–1939  Conrad Ross
- 1939–1944  Paul Wartel
- 1944–1946  Étienne Mattler
- 1946 (ideiglenes)  Maurice Bailly
- 1946–1952  Paul Wartel
- 1952–1960  Gaby Dormois
- 1960 (ideiglenes)  Paul Wartel
- 1960–1962  Louis Dupal
- 1962–1967  Roger Hug
- 1967 (ideiglenes)  Georges Vuillaume
- 1967–1969  Dobrosav Krstić
- 1969–1977  Paul Barret
- 1977–1981  Jean Fauvergue
- 1981–1984  Pierre Mosca
- 1984–1985  Silvester Takač
- 1985–1987  Jean Fauvergue
- 1987 (ideiglenes)  Paul Barret
- 1987–1994  Silvester Takač
- 1994–1995  Jacques Santini
- 1995–1996  Didier Notheaux
- 1996–1998  Faruk Hadžibegić
- 1998–1999  Philippe Anziani
- 1999–2002  Jean Fernandez
- 2002–2005  Guy Lacombe
- 2005–2006  Dominique Bijotat
- 2006–2007  Alain Perrin
- 2007-2007. december  Frédéric Hantz
- 2007. december (ideiglenes)  Jean-Luc Ruty
- 2008. január–2011  Francis Gillot
- 2011–2012 Mehmed Baždarević
- 2012–2013 Eric Hély
- 2013 Omar Daf
- 2013–2014 Hervé Renard
- 2014–2015  Olivier Echouafni
- 2015–2017 Albert Cartier
- 2017–2018 Peter Zeidler
- 2018 José Manuel Aira
- 2018–2022 Omar Daf
- 2022– Olivier Guégan